# Cryptolaemus
Genre
Cryptolaemus est un genre de coléoptères prédateurs de la famille des coccinellidés, dont les larves et les adultes ont pour proies principalement les cochenilles sur les cultures ornementales.

## Liste d'espèces
Selon ITIS (29 août 2014) :
- Cryptolaemus montrouzieri Mulsant, 1853

Selon NCBI (29 août 2014) :
- Cryptolaemus montrouzieri